# Mental Torment
Mental Torment — київський метал гурт, створений у 2009 році. Дискографія нараховує три повноформатних альбоми а за свою історію музиканти встигли зіграти на багатьох івентах. 

## Стиль
Гурт грає в жанрі Death-Doom Metal із впливом інших жанрів, такі як black metal, progressive rock, symphonic metal

## Історія
Гурт був заснований восени 2009 року гітаристом Анатолієм Дорошенко, вокалістом Іваном "Mad" Соколенко, гітаристом Михайлом Чугою та клавішником Ярославом Мосієвським. 
Перший виступ Mental Torment відбувся влітку 2010го року, тоді ж до колективу доєднався бас гітарист Олексій "GAW" Гавриленко, і барабанщик Богдан.
У 2011му році Mental Torment бере участь у  фестивалі Doom Over Kyiv, та розділяє сцену із Saturnus та Autumnia. Після фестивалю місце ударника займає Андрій "EP" Аврамець, а другим клавішніком стає Євгеній "Mac" Яровий. 
Впродовж 2011-2012 років група активно виступає на різних майданчиках і різних містах України і записує свій дебютний альбом "On The Verge" який виходить 13го січня 2013 на лейблі Solitude Prod.
Весною 2013 Mental Torment вирушає в тур по СНД на підтримку альбому разом з гуртом Летаргия.
У 2015 році гурт грає свій останній концерт в оригінальному складі і тимчасово припиняє свою діяльність із-за конфліктів всередині колективу.
У 2019 році Михайло і Ярослав вирішують зібрати гурт знов, і запрошують музикантів возʼєднатися. Андрій Аврамець стає бас гітаристом, а новим вокалістом стає Роман Сагайдачний. 
У 2020 році Mental Torment анонсує повернення і починає запис нового альбому.
У 2021 році ударником стає Артур Мирвода, і гурт повертається до концертної діяльності у повному складі.
29 вересня 2021го відбувається реліз альбому "ego:genesis" на лейблі Metallurg Music.
Під кінець 2023го року Роман Сагайдачний покидає колектив, і новим вокалістом Mental Torment стає Роман Костюченко. З його приходом лірика групи стає україномовною.
Весною 2024го року Анатолій Дорошенко і Ярослав Мосієвський залишають колектив, а гітаристкою і другою вокалісткою Mental Torment стає Марія Виноградська. Впродовж літа група записує новий альбом оновленим складом.
28 жовтня 2024 виходить третій альбом Mental Torment - "Dead Shot Revival", а також відео на пісні DYM та PISOK.

## Склад
На сьогодні Mental Torment це:
- Роман Костюченко — спів;
- Михайло Чуга— гітара, клавіші;
- Марія Виноградська— гітара, спів;
- Андрій Потьомкін— бас-гітара;
- Артур Мирвода— ударні.

## Дискографія
- 2013: On the Verge… (LP, Solitude Productions, перевидано на Metallurg Music) [5][6][7]

| Трек-лист | Трек-лист                    | Трек-лист  |
| #         | Назва                        | Тривалість |
| --------- | ---------------------------- | ---------- |
| 1.        | «The Path To Shining(Intro)» | 02:10      |
| 2.        | «Maelstrom»                  | 07:07      |
| 3.        | «My Torment»                 | 08:23      |
| 4.        | «Unspoken Word»              | 07:11      |
| 5.        | «Cold Rusted Flame»          | 07:57      |
| 6.        | «I See This End»             | 07:15      |
| 7.        | «Tradegy»                    | 06:48      |
| 8.        | «The Drowned Man»            | 05:19      |
| 00:52:14  |                              |            |

- 2021: ego:genesis (LP, Metallurg Music) [5][6][8]

| Трек-лист | Трек-лист             | Трек-лист  |
| #         | Назва                 | Тривалість |
| --------- | --------------------- | ---------- |
| 1.        | «Acceptance»          | 08:15      |
| 2.        | «New Days Old Wounds» | 07:18      |
| 3.        | «Untitled»            | 07:20      |
| 4.        | «Conclusion»          | 07:34      |
| 5.        | «The River»           | 07:48      |
| 6.        | «Black»               | 07:01      |
| 7.        | «Oblivion»            | 05:53      |
| 00:51:10  |                       |            |

- 2024: Dead Shot Revival (LP, Metallurg Music) [5][6][9][10]

| Трек-лист | Трек-лист | Трек-лист  |
| #         | Назва     | Тривалість |
| --------- | --------- | ---------- |
| 1.        | «DYM»     | 07:57      |
| 2.        | «INII»    | 07:50      |
| 3.        | «KAMIN»   | 10:06      |
| 4.        | «PISOK»   | 09:14      |
| 5.        | «HOLOD»   | 09:00      |
| 6.        | «SVINETS» | 04:26      |
| 00:48:35  |           |            |

### Відеокліпи
| Рік  | Назва              | Альбом            | Режисер            | Дж.     |
| ---- | ------------------ | ----------------- | ------------------ | ------- |
| 2024 | «DYM» на YouTube   | Dead Shot Revival | Марія Виноградська | YouTube |
| 2025 | «PISOK» на YouTube | Dead Shot Revival | Марія Виноградська | YouTube |